# Lycorina sanabriai
Lycorina sanabriai är en stekelart som beskrevs av Ian D. Gauld 1997. Lycorina sanabriai ingår i släktet Lycorina och familjen brokparasitsteklar. Inga underarter finns listade i Catalogue of Life.